# Beermaster
Beermaster este o companie mixtă moldo-cehă specializată în producerea de bere și băuturi răcoritoare.

## Istoric
Întreprinderea a fost construită în 1906 de către firma germană „TOPF”, pe locul amplasării sondelor de apă arteziană de la marginea orașului. La început se produceau zilnic 500 de căldări de bere. În perioada sovietică, fabrica de bere se dezvoltă și produce berea „Jiguliovscoe” și limonadă. La mijlocul anilor 90, începe o reconstrucție a clădirilor fabricii. Este instalat utilaj nou la etapele de fierbere, fermentație, filtrare, pasteurizare și turnarea berii în sticle. Din 1997 fabrica intră în componența Camerei de Industrie și Comerț a Republicii Moldova. În 2002, pe atunci SA „Arcașul”, întreprinderea devine moldo-cehă cu denumirea „Beermaster” SA.

## Prezent
Fabrica de bere bălțeană produce 5 feluri de bere blondă și brună cu conținut divers al alcoolului, cu gust de hamei și malț. În procesul de producere se folosesc ingrediente și materie primă aduse din Germania și Cehia. Apa utilizată este extrasă din două sonde de la adâncimi de 150 m. Pe lângă bere, se fabrică și băuturi fără alcool.